# Catasticta socorrensis
Catasticta socorrensis är en fjärilsart som beskrevs av Anton Heinrich Fassl 1915. Catasticta socorrensis ingår i släktet Catasticta och familjen vitfjärilar.
Artens utbredningsområde är Colombia. Inga underarter finns listade i Catalogue of Life.